# 934-es busz (Budapest)
A budapesti 934-es jelzésű éjszakai autóbusz Békásmegyer és a Nyugati pályaudvar (hétvégén Pesterzsébeti lakótelep) között közlekedik. A vonalat a Budapesti Közlekedési Zrt. üzemelteti.

## Története
2013. január 25-én 934-es jelzéssel új éjszakai járatot indítottak a Nyugati pályaudvar és Békásmegyer, Újmegyeri tér között. A vonalon 2014. március 28-án bevezették az első ajtós felszállási rendet. 2020. augusztus 7-éről 8-ra virradó éjjeltől kezdve – teszt jelleggel – péntek és szombat éjszakánként hosszabb üzemidővel, a hajnali órákig közlekedik.
2021. június 18-ától péntekről szombatra, illetve szombatról vasárnapra virradó éjszakákon több menet az Oktogon, a Deák Ferenc tér, a Kálvin tér, a Boráros tér, majd a Közvágóhíd érintésével a pesterzsébeti lakótelepig meghosszabbítva közlekedik.

## Útvonala
| Békásmegyer felé |
| Pesterzsébet, városközpont vá. (hétvégén) – Topánka utca – Helsinki út – Soroksári út – Boráros tér – Közraktár utca – Fővám tér – Vámház körút – Kálvin tér – Múzeum körút – Astoria – Károly körút – Deák Ferenc tér – Bajcsy-Zsilinszky út – Andrássy út – Teréz körút – Nyugati pályaudvar vá. (hétköznap) – Szent István körút – Margit híd – Árpád fejedelem útja – Zsigmond tér – Lajos utca – Pacsirtamező utca – Flórián tér – Szentendrei út – Monostori út – Palicsi utca – Kadosa utca – Nánási út – Királyok útja – Pünkösdfürdő utca – Ország út – Békásmegyer H vá. |
| Nyugati pályaudvar / Ady Endre utca (Topánka utca) felé |
| Békásmegyer H vá. – Ország út – Pünkösdfürdő utca – Királyok útja – Nánási út – Pók utca – Szentendrei út – Flórián tér – Pacsirtamező utca – Lajos utca – Zsigmond tér – Árpád fejedelem útja – Bem rakpart – Gyóni Géza tér – Margit híd – Szent István körút – Váci út – Nyugati pályaudvar vá. (hétköznap) – Teréz körút – Andrássy út – Bajcsy-Zsilinszky út – Deák Ferenc tér – Károly körút – Astoria – Múzeum körút – Kálvin tér – Üllői út – Ferenc körút – Boráros tér – Soroksári út – Helsinki út – Topánka utca – Ady Endre utca (Topánka utca) vá. (hétvégén)        |

## Megállóhelyei
| 934 (Békásmegyer H ◄► Nyugati pályaudvar M)                                                                  | 934 (Békásmegyer H ◄► Nyugati pályaudvar M)                                                                  | 934 (Békásmegyer H ◄► Nyugati pályaudvar M)                                                                  | 934 (Békásmegyer H ◄► Nyugati pályaudvar M)                                                                  | 934 (Békásmegyer H ◄► Nyugati pályaudvar M)                                                                  | 934 (Békásmegyer H ◄► Nyugati pályaudvar M)                                                                  | 934 (Békásmegyer H ◄► Nyugati pályaudvar M)                                                                  | 934 (Békásmegyer H ◄► Nyugati pályaudvar M)                                                                  |
| 934 (Békásmegyer H ◄► Nyugati pályaudvar M ◄► Deák Ferenc tér M ◄► Boráros tér H ◄► Pesterzsébeti lakótelep) | 934 (Békásmegyer H ◄► Nyugati pályaudvar M ◄► Deák Ferenc tér M ◄► Boráros tér H ◄► Pesterzsébeti lakótelep) | 934 (Békásmegyer H ◄► Nyugati pályaudvar M ◄► Deák Ferenc tér M ◄► Boráros tér H ◄► Pesterzsébeti lakótelep) | 934 (Békásmegyer H ◄► Nyugati pályaudvar M ◄► Deák Ferenc tér M ◄► Boráros tér H ◄► Pesterzsébeti lakótelep) | 934 (Békásmegyer H ◄► Nyugati pályaudvar M ◄► Deák Ferenc tér M ◄► Boráros tér H ◄► Pesterzsébeti lakótelep) | 934 (Békásmegyer H ◄► Nyugati pályaudvar M ◄► Deák Ferenc tér M ◄► Boráros tér H ◄► Pesterzsébeti lakótelep) | 934 (Békásmegyer H ◄► Nyugati pályaudvar M ◄► Deák Ferenc tér M ◄► Boráros tér H ◄► Pesterzsébeti lakótelep) | 934 (Békásmegyer H ◄► Nyugati pályaudvar M ◄► Deák Ferenc tér M ◄► Boráros tér H ◄► Pesterzsébeti lakótelep) |
| Perc (↓) | Perc (↓) | Megállóhely                                                                                                  | Perc (↑) | Perc (↑) | Átszállási kapcsolatok                                                                                       | | |
| --- | --- | --- | --- | --- | --- | --- | --- |
| 0 | 0 | Békásmegyer H végállomás                                                                                     | 62 | 30 | 923, 943, 960                                                                                                | | |
| 1 | 1 | Madzsar József utca / Pünkösdfürdő utca                                                                      | 60 | 28 | 960 | | |
| 2 | 2 | Medgyessy Ferenc utca                                                                                        | 60 | 28 | | | |
| 3 | 3 | Boglár utca                                                                                                  | 59 | 27 | | | |
| 3 | 3 | Pünkösdfürdő                                                                                                 | 58 | 26 | | | |
| 4 | 4 | Sinkovits Imre utca                                                                                          | 57 | 25 | | | |
| 5 | 5 | Mátyás király út                                                                                             | 56 | 24 | | | |
| 5 | 5 | Szamos utca                                                                                                  | 55 | 23 | | | |
| 6 | 6 | Szent János utca                                                                                             | 55 | 23 | | | |
| 7 | 7 | Nimród utca                                                                                                  | 54 | 22 | | | |
| 8 | 8 | Nánási út | ∫ | ∫ | | | |
| 8 | 8 | Silvanus sétány                                                                                              | ∫ | ∫ | | | |
| 9 | 9 | Pók utca | ∫ | ∫ | | | |
| ∫ | ∫ | Római úti lakótelep, Varsa utca                                                                              | 52 | 20 | | | |
| ∫ | ∫ | Kadosa utca                                                                                                  | 51 | 19 | | | |
| ∫ | ∫ | Monostori út                                                                                                 | 50 | 18 | | | |
| ∫ | ∫ | Római tér | 49 | 17 | 923 | | |
| 10 | 10 | Aquincum H                                                                                                   | 48 | 16 | 923 S72 | | |
| 12 | 12 | Záhony utca                                                                                                  | 47 | 15 | 923 | | |
| 13 | 13 | Kaszásdűlő H                                                                                                 | 46 | 14 | 923 | | |
| 15 | 15 | Bogdáni út                                                                                                   | 44 | 12 | 918, 923 | | |
| 16 | 16 | Raktár utca                                                                                                  | 43 | 11 | 901, 918, 923                                                                                                | | |
| 17 | 17 | Flórián tér                                                                                                  | 42 | 10 | 901, 918, 923                                                                                                | | |
| 18 | 18 | Kiscelli utca                                                                                                | 41 | 9 | 923 | | |
| 19 | 19 | Tímár utca                                                                                                   | 40 | 8 | 923 | | |
| ∫ | ∫ | Nagyszombat utca                                                                                             | 39 | 7 | 923 | | |
| 20 | 20 | Galagonya utca                                                                                               | ∫ | ∫ | 923, 960 | | |
| 21 | 21 | Kolosy tér                                                                                                   | 38 | 6 | 923, 960 | | |
| 22 | 22 | Zsigmond tér                                                                                                 | 37 | 5 | 923, 960 | | |
| 23 | 23 | Császár-Komjádi uszoda                                                                                       | 36 | 4 | 923, 960 | | |
| 24 | 24 | Margit híd, budai hídfő H                                                                                    | 35 | 3 | 6 923, 931, 960                                                                                              | | |
| 27 | 27 | Jászai Mari tér                                                                                              | 33 | 1 | 6 923, 931                                                                                                   | | |
| ∫ | 29 | Nyugati pályaudvar M (buszvégállomáson) vonalközi végállomás hétköznap                                       | 32 | 0 | 6 914, 914A, 923, 931, 950, 950A S50 S70 S71 S72                                                             | | |
| A sötét hátterű, Nyugati pályaudvar – Pesterzsébet szakaszt csak hétvégén hajnalban érintik a buszok.        | | | | | | | |
| 30 | | Nyugati pályaudvar M (Teréz körúton)                                                                         | 27 | | 6 914, 914A, 923, 931, 950, 950A S50 S70 S71 S72                                                             | | |
| 31 | Aradi utca (Oktogon M) (↓) Oktogon M (↑) (Teréz körúton)                                                     | 26 | 6 923, 979, 979A (hétvége hajnalban)                                                                         | | | | |
| 32 | Oktogon M (Andrássy úton)                                                                                    | 25 | 6 923, 979, 979A (hétvége hajnalban)                                                                         | | | | |
| 33 | Opera M | 23 | 979, 979A (hétvége hajnalban)                                                                                | | | | |
| 34 | Bajcsy-Zsilinszky út M                                                                                       | 22 | 914, 914A, 931, 950, 950A, 979, 979A (hétvége hajnalban)                                                     | | | | |
| 37 | Deák Ferenc tér M                                                                                            | 22 | 100E 909, 909A, 914, 914A, 916, 931, 931A, 950, 950A, 979, 979A, 990                                         | | | | |
| 38 | Astoria M | 18 | 100E 907, 907A, 908, 908A, 909, 909A, 914, 914A, 916, 931, 931A, 950, 950A, 956, 973, 973A, 979, 979A, 990   | | | | |
| 40 | Kálvin tér M                                                                                                 | 17 | 100E 909, 909A, 914, 914A, 950, 950A, 979, 979A                                                              | | | | |
| 40 | Köztelek utca                                                                                                | ∫ | 914, 914A, 950, 950A, 979, 979A                                                                              | | | | |
| 42 | Corvin-negyed M                                                                                              | ∫ | 6 914, 914A, 923, 950, 950A, 979, 979A                                                                       | | | | |
| 43 | Mester utca / Ferenc körút                                                                                   | ∫ | 6 923, 979, 979A                                                                                             | | | | |
| ∫ | Fővám tér M                                                                                                  | 16 | 979, 979A | | | | |
| ∫ | Zsil utca | 14 | 979, 979A | | | | |
| 50 | Boráros tér H                                                                                                | 14 | 6 918, 923, 979, 979A                                                                                        | | | | |
| 51 | Haller utca / Soroksári út                                                                                   | 12 | 918, 923, 979, 979A                                                                                          | | | | |
| 52 | Müpa – Nemzeti Színház H                                                                                     | 11 | 918, 923, 979, 979A                                                                                          | | | | |
| 53 | Közvágóhíd H                                                                                                 | 11 | 901, 918, 923, 979, 979A                                                                                     | | | | |
| 54 | Földváry utca (↓) Koppány utca (↑)                                                                           | 8 | 923 | | | | |
| 55 | Beöthy utca                                                                                                  | 6 | 923 | | | | |
| 56 | Kén utca H                                                                                                   | 5 | 923 | | | | |
| 57 | Timót utca / Soroksári út                                                                                    | 4 | 923 | | | | |
| 58 | Soroksári út 158.                                                                                            | 4 | 923 | | | | |
| 58 | Szabadkai út                                                                                                 | 3 | 923 | | | | |
| 60 | Pesterzsébet felső H                                                                                         | 2 | 923 | | | | |
| 62 | Pesterzsébet, Baross utca                                                                                    | 1 | 923, 948, 966                                                                                                | | | | |
| 63 | Pesterzsébet, városközpont induló végállomás hétvégente                                                      | 0 | 923, 966 | | | | |
| 64 | Ady Endre utca (Topánka utca) érkező végállomás hétvégente                                                   | ∫ | 923, 966 | | | | |